# 萝宾·盖尔
萝宾·盖尔（英語：Robyn Gayle，1985年10月31日—），加拿大女子足球运动员。她曾代表加拿大国家队参加2008年和2012年夏季奥林匹克运动会足球比赛，其中2012年奥运会获得一枚铜牌。